# F. A. Schumann Berlin

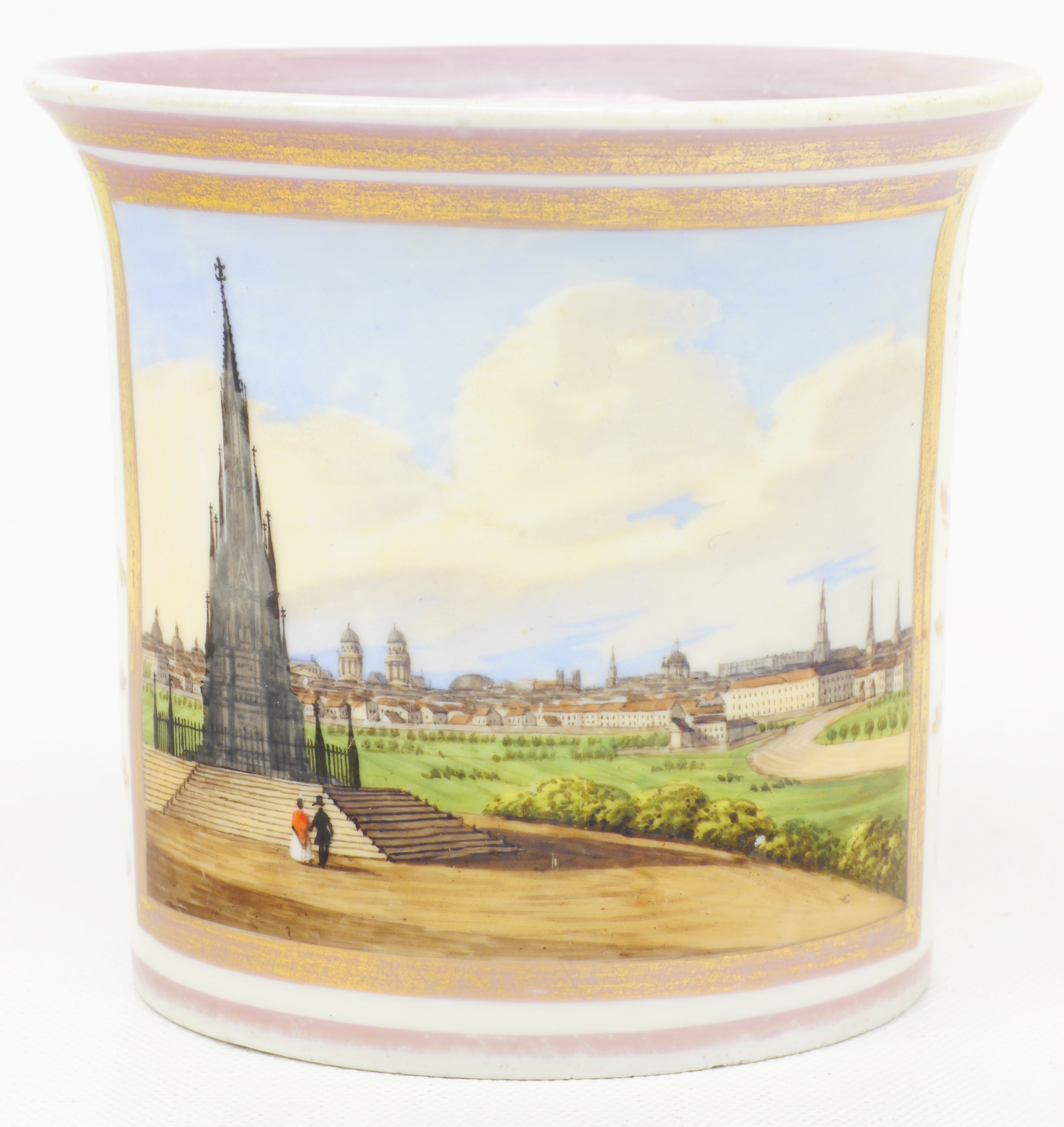
Bemalte Porzellantasse mit Blick auf den Kreuzberg aus der Porzellan-Manufaktur F.A. Schumann, 1860er Jahre

Die Porzellan-Manufaktur F. A. Schumann produzierte von 1827 bis 1889 im Berliner Vorort Moabit qualitätsvolles Gebrauchsporzellan, womit sie der nahegelegenen Königlichen Porzellan-Manufaktur (KPM) Konkurrenz machte.

## Firmengeschichte

### Porzellanmanufaktur Johann Friedrich Ferdinand Schumann (1827–1841)
Johann Friedrich Ferdinand Schumann, Begründer der Friedrich-Wilhelm-Stadt, erwarb 1827 das Herrenhaus Kehnert bei Tangerhütte und eröffnete auf dem Gelände eine Porzellanfabrik. 1832 kaufte Schumann eine Brachfläche im Berliner Vorort Moabit und verlegte ab 1834 die Produktion dorthin. Die neue Produktionsstätte befand sich zwischen dem südöstlichen Ende des Kleinen Tiergartens und der Spree, in der Straße Alt-Moabit 103–105. Auf dem Nachbargrundstück Alt-Moabit 99–102 entstand die Villa Schumann.
Schumann verkaufte von Beginn an auch Porzellan, das er als Weißware von der nahegelegenen KPM bezog und bemalen ließ. Die Firma produzierte nach einem vom damaligen Standard abweichenden Prozess, sodass die Produktionseinrichtungen und -gebäude in Alt-Moabit anders aufgebaut waren als vergleichbare Porzellanfabriken dieser Zeit. Er konzentrierte sich auf die Herstellung von Gebrauchsporzellan in sehr guter Qualität, die KPM nahekam, und künstlerisch hochwertig, aber zu erschwinglichen Preisen, und sprach so eine bürgerliche Käuferschicht an. Dies brachte ein gewisses Monopol, da die staatliche KPM es zu diesem Zeitpunkt noch ablehnte Haushaltsporzellan für den Alltagsgebrauch herzustellen.
Ab 1835 übernahm bis zu seinem Tode der Sohn Friedrich Adolph Schumann (1808–1851) die Firma. 1837 brannte ein Seitengebäude der Fabrik ab und vernichtete die darin enthaltenen Waren.

### Porzellan-Manufaktur von F. A. Schumann & Sohn (1841–1871)

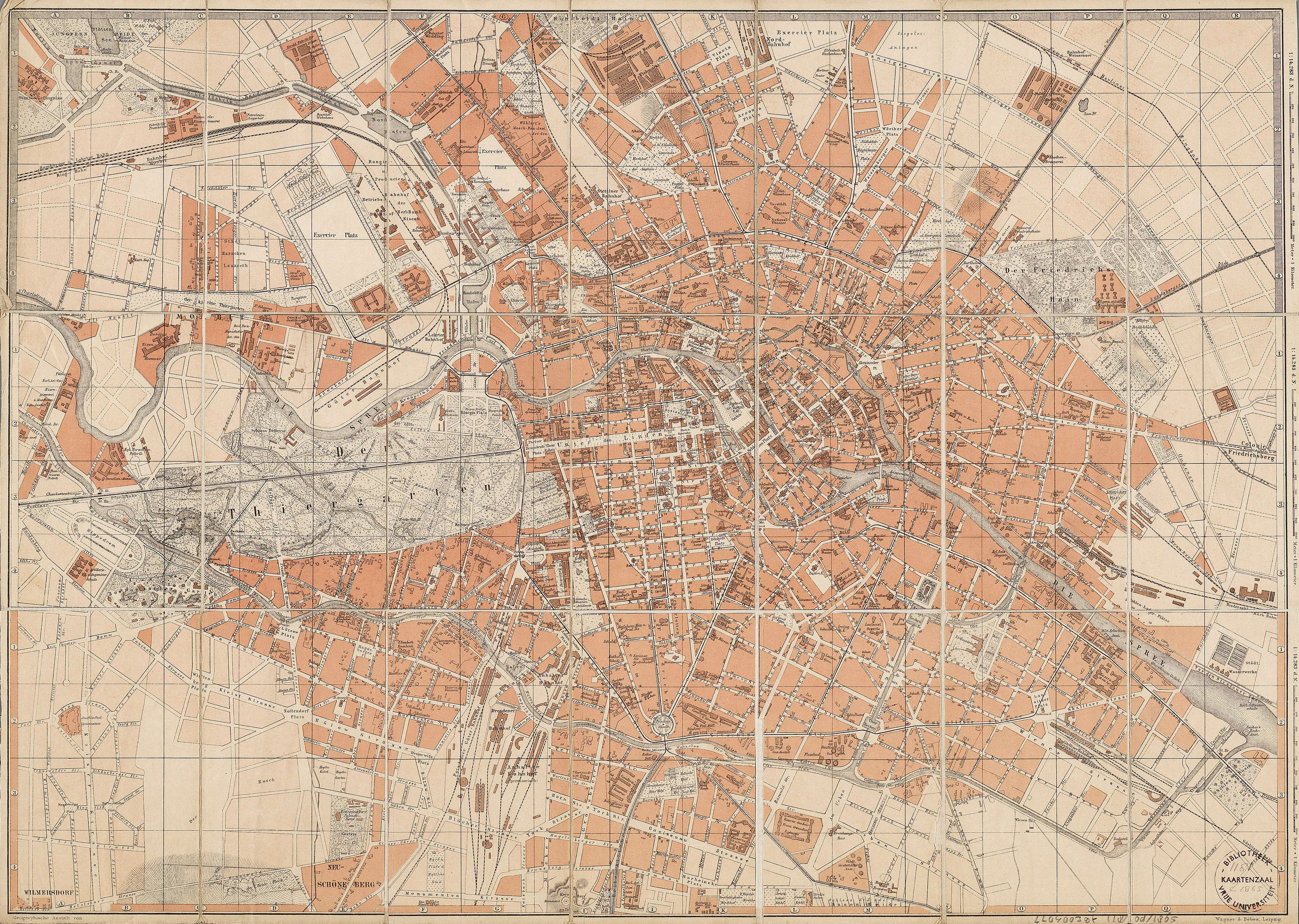
Das Fabrikgelände ist als „Berl. Porzellan-Manufactur Act. Ges.“ eingetragen

Ab 1841 firmierte die Fabrik unter dem neuen Namen, hatte ca. 40 Mitarbeiter und galt als ernstzunehmende Konkurrenz der KPM. 1844 unterhielt die Firma 443 Beschäftigte, die größte Belegschaft einer Porzellanfabrik in ihrer Zeit. Innerbetriebliche soziale Maßnahmen, wie höhere Löhne, eine eigens gegründete Betriebskrankenkasse und Körperschaften zur Personalvertretung, lieferten ihren Teil zur Sicherung der Beschäftigten. Dies führte dazu, dass die Firma keinen, wie bei den anderen Porzellanfabriken zu verzeichnenden, Arbeitermangel hinnehmen musste. Im gleichen Jahr entstand eine Niederlassung in der Breitestraße.
In dieser Zeit übergab auch der Porzellanmaler Carl Schomburg (1809–1867), ein späterer Konkurrent, seine Erfindung der „Berliner Goldflüssigkeit“, eine Art Glanzgold, an Friedrich Adolph Schumann und verpflichtete sich 1839, diese nicht weiter zu verwenden. Bis zum Tode von Schumann jr. war Schomburg mit seiner eigenen Malerei auf dem Grundstück Alt-Moabit 95/97 ausschließlich für Schumann tätig. Dieses Glanzgold zeichnete die Produkte besonders aus, war im Verbrauch günstiger als herkömmliche Auftragsverfahren und führte zu einer weiteren Bekanntheit des Porzellans aus der Manufaktur F. A. Schumann.
Im Zuge der Berliner Gewerbeausstellung von 1844 wurden die vorgestellten Waren mit den Arbeiten aus den königlichen Manufakturen verglichen. Besonders hervorgehoben wurde dabei die ausgezeichnete Technik, das geschmackvolle Dekor in Farbe, Malerei und Vergoldung. In der Ausstellung waren Barock-Vasen, Tee-Service, Tafelaufsätze und Kabaretts zu sehen. Ebenso wurden Teller mit eingelegten Edelsteinen ausgestellt, wobei bei diesen die Zweckmäßigkeit angezweifelt wurde. Schumann wurde eine goldene Preismedaille zuerkannt. 1847 schrieb Schumann an den preußischen König Friedrich Wilhelm IV., dass seine Manufaktur „die größte auf dem Continent“ sei. Schumann begann ein geschicktes Filialnetz aufzubauen. So entstanden Niederlassungen in Hamburg, auch für den Überseehandel, und bis 1852 in Köln, Magdeburg, Danzig, Stettin und Breslau. Mit der Revolution 1848 kamen aber auch Schwierigkeiten auf: Schumann stieg in die Diskussion zu der Kassengesetzgebung ein und trotz aller vermeintlichen Absicherungen kam es zur Krise mit Mitarbeiterentlassungen. Ebensoschnell, wie der Abbau erfolgte, kam um 1851 wieder der Aufbau, nach dem Tod von Schumann 1851 allerdings unter der Führung wechselnder Direktoren.
.Ab 1850 wuchs die Konkurrenz von weiteren Porzellanfabriken in Alt-Moabit. 1851 durch die Fabrik der Gebrüder Schmidt, zwei ehemalige Mitarbeiter von Schumann, und 1853 durch die benachbarte Porzellanmanufaktur Schomburg.

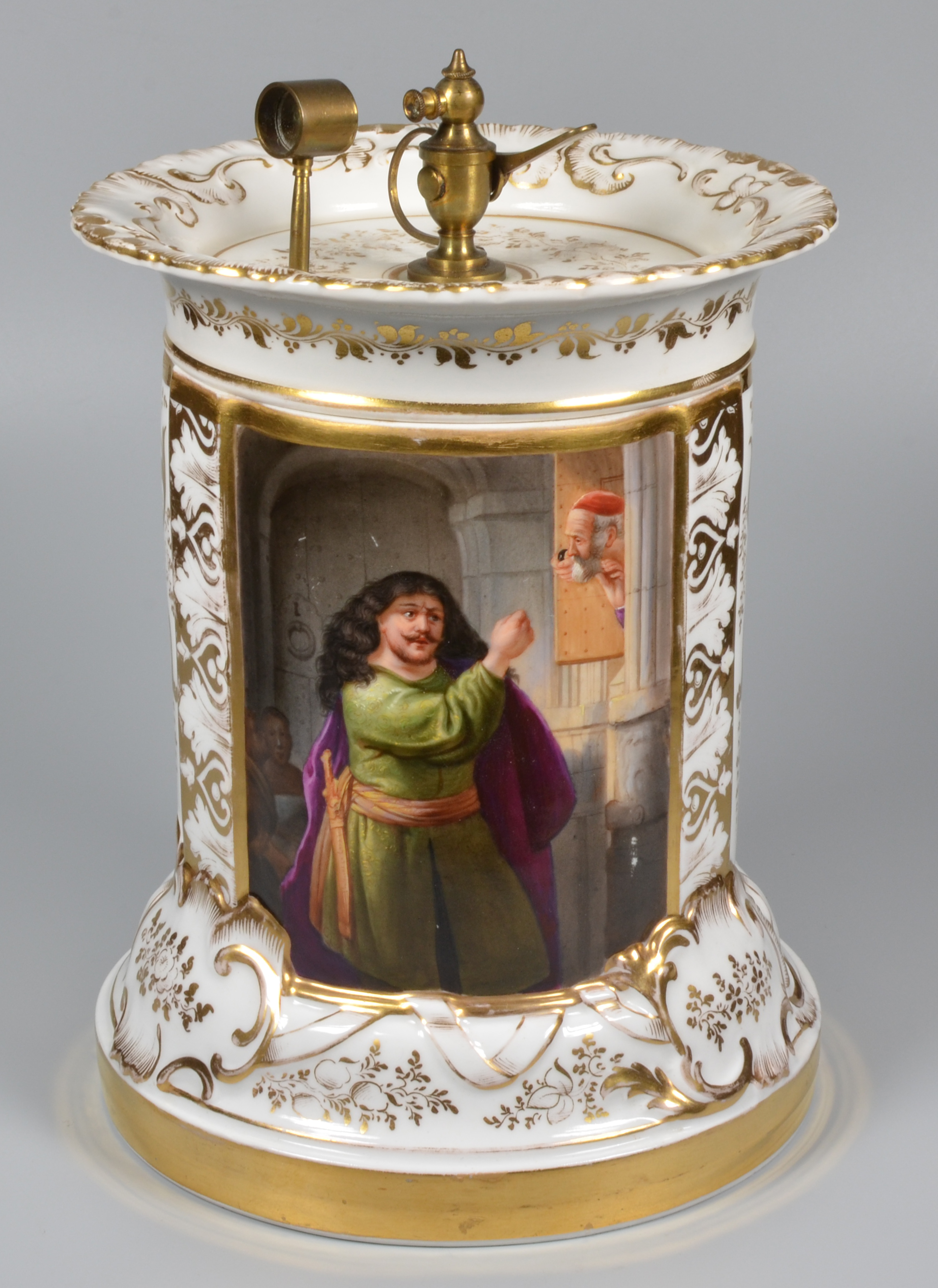
Platinfeuerzeug, Bemalung nach Rembrandts „Simson bedroht seinen Schwiegervater“, 1840er Jahre

### Berliner Porzellan-Manufaktur AG (1871–1880)
Um 1868 wurde die Fabrik von Erhard Appelhans und H. O. A. Zepernick gekauft und beschäftigte mehrere hundert Arbeiter. Auch sie schafften trotz großen Anstrengungen nicht die Rückkehr zum ursprünglichen Glanz der Fabrik. 1872 wurde eine Aktiengesellschaft gebildet und der Name in Berliner Porzellan-Manufaktur AG geändert. Von 1875 bis zur Auflösung der Aktiengesellschaft 1880 war Max Ludloff Direktor der Porzellanfabrik. Es wird berichtet, dass die Fabrik unter Ludloff „in Masse wie Decor“ einen bedeutenden Aufschwung genommen hat.
Auch die neuen Besitzer schufen weitere soziale Vorteile für die Angestellten, wie z. B. die um 1877 eingerichtete betriebseigene Sozialversicherung. Um diese Zeit kam es aber auch zu Protesten der Wanderarbeiter, welche im Vergleich zu den vor Ort lebenden Arbeitern Reisegeld zahlen mussten. 1879 meldete die Berliner Porzellan-Manufaktur Konkurs an. 1880 erfolgte die Auflösung der AG und die kurzzeitige Einstellung der Porzellanherstellung.

### Berliner Porzellan-Manufaktur M. Ludloff & Co. (1880–1889)
1880 gründete Max Ludloff aus der konkursen Berliner Porzellan-Manufaktur AG heraus mit seinem Bruder Friedrich, genannt Fritz, eine eigene Porzellanfabrik in Berlin, die Berliner Porzellan-Manufaktur M. Ludloff & Co. Max Ludloff schied 1888 aus der Firma aus, 1889 wurde auch diese Porzellanfabrik aufgelöst und das Prokura von Friedrichs Sohn Robert gelöscht. Friedrich Ludloff hatte bereits mit seinen Söhnen in Berlin eine eigene Maschinenbaufirma F. Ludloff & Söhne gegründet und daher kein Interesse an der Fortführung des ihm eigentlich unbekannten Gewerbes. Die Fabrik mitsamt der Villa wurde 1889 von der benachbarten Meierei C. Bolle übernommen, die Villa wurde abgerissen.
Eine umfangreiche Sammlung der Produktion von F.A. Schumann befinden sich heute im Stadtmuseum Berlin.